# Nguyễn Hữu Vạn
Nguyễn Hữu Vạn (sinh 1956) là cựu chính khách Việt Nam. Ông nguyên là Tổng Kiểm toán Nhà nước Việt Nam. Ông có bằng Tiến sĩ Kinh tế và Cử nhân Lý luận chính trị tại Việt Nam.

## Thân thế sự nghiệp
Ông sinh ngày 28 tháng 6 năm 1956, quê quán tại Thuỵ Sơn, Thái Thụy, Thái Bình.
Từ tháng 4 năm 1979 đến tháng 5 năm 1991, ông công tác tại Sở Tài chính - Vật giá tình Hoàng Liên Sơn, thăng dần từ ngạch cán bộ chuyên môn lên chức vụ trưởng phòng. Ông được kết nạp vào Đảng Cộng sản Việt Nam ngày 30 tháng 4 năm 1984, chính thức ngày 30 tháng 4 năm 1985.
Tháng 5 năm 1991, ông được bổ nhiệm làm Phó giám đốc Sở Tài chính - Vật giá Hoàng Liên Sơn. Sau khi tỉnh Hoàng Liên Sơn được chia tách, tháng 10 năm 1991, ông về làm Phó giám đốc Sở Tài chính tỉnh Lào Cai. Đến tháng 1háng 1 năm 1992, ông được bổ nhiệm làm Giám đốc Sở Tài chính tỉnh Lào Cai.
Tháng 2 năm 2000, ông được bầu làm Ủy viên Ban Thường vụ Tỉnh ủy, và được bầu làm Phó chủ tịch UBND tỉnh Lào Cai. Tháng 7 năm 2002, ông được điều chuyển về làm Bí thư huyện ủy Sa Pa (Lào Cai), vẫn giữ chức vụ Ủy viên ban Thường vụ Tỉnh ủy. Tháng 1 năm 2006, được bầu làm Phó bí thư Tỉnh ủy Lào Cai khóa XIII, nhiệm kỳ 2005 – 2010, Chủ tịch UBND tỉnh Lào Cai khoá XIII, nhiệm kỳ 2004 – 2011.
Ngày 4 tháng 3 năm 2010, tại Hội nghị bất thường Ban Chấp hành Đảng bộ tỉnh Lào Cai khóa XIII, nhiệm kỳ 2005 – 2010, ông được bầu làm Bí thư Tỉnh ủy Lào Cai khoá XIII, nhiệm kỳ 2005 – 2010.
Ngày 24 tháng 5 năm 2013, ông được Quốc hội Việt Nam phê chuẩn làm Tổng Kiểm toán Nhà nước.
Tháng 4 năm 2016, Quốc hội khóa XIII đã bầu ông Hồ Đức Phớc làm Tổng Kiểm toán Nhà nước thay cho ông Nguyễn Hữu Vạn.